# Spilosoma lacteata
Spilosoma lacteata är en fjärilsart som beskrevs av Butler 1881. Spilosoma lacteata ingår i släktet Spilosoma och familjen björnspinnare. Inga underarter finns listade i Catalogue of Life.